# Destí universal dels béns
El destí universal dels béns és un concepte de la teologia catòlica, pel qual l'Església catòlica professa que els béns de la creació estan destinats a la humanitat en el seu conjunt, però també reconeix el dret individual a la propietat privada. A més, l'autoritat política té el dret i el deure de regular l'exercici legítim del dret a la propietat pel bé comú.
El Catecisme de l'Església Catòlica diu:
| « | 2403 El dret a la propietat privada, adquirit o rebut de manera justa, no elimina el do original de la terra a tota la humanitat. El destí universal de béns continua sent primordial, fins i tot si la promoció del bé comú requereix el respecte al dret a la propietat privada i al seu exercici [...] 2405 Els productes de la producció - materials o immaterials - com les terres, fàbriques, habilitats pràctiques o artístiques, obliguen els seus posseïdors a emprar-los de manera que en beneficiïn el major nombre. Aquells que tinguin béns per al seu ús i consum haurien d'utilitzar-los amb moderació, reservant la part millor per als hostes, per als malalts i els pobres. | » |

El 1967, el papa Pau VI va escriure a l'encíclica Populorum progressio:
| « | Tothom sap que els pares de l'Església van establir el deure dels rics envers els pobres en termes incerts. Com deia Sant Ambròs: "No esteu fent un regal del que és vostre al pobre home, sinó que li doneu el que és seu. Us heu apropiat de coses que han de ser per a l'ús comú de tothom. La terra és de tots, no dels rics". | » |

El Compendi de la Doctrina Social de l'Església diu:
| « | 177. La tradició cristiana mai no ha reconegut el dret a la propietat privada com a absolut i intocable: "Al contrari, sempre ha entès aquest dret dins del context més ampli del dret comú a tothom a utilitzar els béns de tota la creació: el dret a la propietat privada se subordina al dret a l'ús comú, al fet que els béns estan destinats a tothom". El principi del destí universal dels béns és una afirmació de la senyoria plena i perenne de Déu sobre tota realitat i de l'exigència que els béns de la creació restin destinats al desenvolupament de tota la persona i de tota la humanitat. Aquest principi no s'oposa al dret a la propietat privada, però indica la necessitat de regular-la. La propietat privada, de fet, independentment de les formes concretes de la normativa i de les normes jurídiques relatives a ella, és en la seva essència només un instrument per respectar el principi de destí universal de les mercaderies; en definitiva, no és, doncs, un fi, sinó un mitjà. Cap. III. EL DESTÍ UNIVERSAL DELS BÉNS, §b. El destí universal de béns i propietat privada | » |